# 贺龙事件
贺龙事件，又称二月兵变，是文化大革命爆发时发生的一次事件，事件中中央军委第二副主席、中共中央政治局委员贺龙被打倒，在关押中死亡，贺龙的罪名最后被彻底平反。

## 起始
1966年8月8日，中共八届十一中全会通过《关于无产阶级文化大革命的决定》（通常称为“十六条”），由毛泽东发动的文化大革命正式开始。8月中旬，贺龙对文革中无限上纲的作法表示不满：“现在这种搞法，有点像党内搞清理阶级队伍，难道这些老干部为革命工作多半辈子，他们是什么阶级还不清楚吗？”
9月5日，毛泽东将吴法宪写的（中共官方称是林彪指使）攻击贺龙的信交给贺，说：“你不要紧张，我对你是了解的。我对你还是过去的三条：忠于党忠于人民，对敌斗争狠，能联系群众。”9月6日，林彪受毛泽东囑咐，就贺龙问题在中央军委会议上正式“打招呼”：“军内开展文化大革命以来，军委各总部、各军兵种以及某些大军区都有人伸手，想在那里製造溷乱，企图乱中夺权。……他们的总后台是贺龙，因此主席说要在军内高级干部中打招呼，对贺龙的野心要有所警惕。”到会的几位元帅表态拥护毛的决定。
贺龙要见毛泽东，毛不见，讓他“可以登门拜访，征求一下有关同志意见”。9月10日，賀去见林，尽管按毛的说法“這個賀龍，到哪里都帶著槍嘛。”使林的妻子叶群极为紧张，但林还是见了贺。林站起来笑着和贺龙握手，寒暄过后贺问“林总，我今天来想听听你对我有什么意见？”，林答“贺老总，我对你没有意见”，贺说“不，林总，总会有一点吧！”林沉默了一会儿说“要说有吧，也只那么一点点，就是，你的问题可大可小，主要的是今后要注意一个问题，支持谁，反对谁。”其后贺龙又找了其它到会者，但他们都很冷淡。
11月13日，贺龙在中共中央军委接见外地来京串连的军队院校师生大会上，要求军队院校师生发扬光荣传统，遵守纪律，不介入、不干涉地方文化大革命，不参加上街游行、（毛泽东）炮打司令部等活动。

## 处理
1967年1月，毛澤東決定隔離賀龍，他和周恩来在中南海作了專門研究，要周親自去落實。1月19日，周恩来和李富春代表中央跟贺谈话（这个时间有人把宣传车停在中南海墙外，不断高喊“打倒贺龙”）：“林彪说有人向他反映，说你讲他长征中的坏话，有这事吗？”贺说：“我只是在延安时曾问过某人，不知道林彪在历史上的问题。”周：“林彪还说你在总参、海军、空军、装甲兵、通信兵等到处伸手，不宣传毛泽东思想，说毛主席百年之后他不放心。”“还有，关于洪湖肃反扩大化问题，你、夏曦、关向应都有责任，你要好好想一想。”“你什么都不用说。毛主席不都和你谈过了嘛，毛主席还是要保护你的嘛！”“对于你的安全我负责，我也要保你。我想把你留下，但中南海这个地方也是两派，也不安全，连朱老总家的箱子也被撬了。”“我给你找了一个安静的地方，去休息休息。”“家里的事，我顶着，你就别管了。我已经安排好了。你不要着急，杨德中护送你，夜间再走。”周还让贺龙交出了身上的枪。警衛部隊把賀龍夫婦送到北京西郊的山區，賀從此失去人身自由。9月，贺被立案审查。
1968年10月13日举行的中共第八届十二中全会上，毛泽东宣布他对贺龙不保了。中共官方则称林彪没有放弃整垮贺龙的企图，不久，林彪、江青就找到了贺龙夫妇的藏身之地，并将他们作了秘密转移。周再也找不到贺无法保护和关照他了。1969年6月9日，贺龙被长期迫害致死。

## 平反
1971年，林彪在九一三事件中身亡，其后被毛泽东否定并对其“反革命集团”进行批判。1973年12月21日，毛说：“我看对贺龙同志搞错了，我要负责呢。当时我对他讲了：你呢，不同，你是一个方面军的旗帜，要保护你。总理也保护他呢。不过这个人经常身上有武器。（周：一支小手枪，后来交了。）要翻案呢……（杨余傅事件、罗瑞卿事件）也要翻案呢，都是林彪搞的。我是听了林彪一面之辞，所以我犯了错误。……就是不好呢，向同志们做点自我批评呢，Self-criticism，自我批评。”
1974年9月29日，中共中央发出(1974)25号文件《关于为贺龙同志恢复名誉的通知》，但并不彻底，中共官方如今的解释是“江青、康生等继续寻找借口，一拖再拖，压住不办。”1975年6月9日，中共中央举行了“贺龙同志骨灰安放仪式”，周恩来身患癌症晚期，不顾医护人员的劝阻赶到现场。周抚着贺龙妻子薛明的肩膀说：“我没有保住他啊！都6年了，老总的骨灰没能移到八宝山公墓，我很难过啊！”周含泪在贺龙的骨灰盒前鞠了七个躬。
邓小平上台后的1982年10月16日，中共中央发出(1982)49号文件《关于为贺龙同志彻底平反的决定》，指出过去加在贺龙身上的一切诬陷不实之词“完全是林彪、康生等为诬陷贺龙同志而蓄意制造出来的谎言”，并对其在诬陷迫害面前表现出来的“共产党员坚贞不屈的气节和高尚品德”，给予高度评价，撤销原中发(1974)25号文件和中发(68)71号文件。